# SN 2000F
SN 2000F – supernowa typu Ic odkryta 29 stycznia 2000 roku w galaktyce IC 302. W momencie odkrycia miała maksymalną jasność 17,50m.